# 15364 Kenglover
15364 Kenglover eller 1996 HT2 är en asteroid i huvudbältet som upptäcktes den 17 april 1996 av Spacewatch vid Kitt Peak-observatoriet. Den är uppkallad efter Ken Glover.
Asteroiden har en diameter på ungefär 3 kilometer.